# Honey, Honey
Honey, Honey (cariño, cariño) es una canción y sencillo del grupo sueco ABBA. Fue el tercero que sacaron de su álbum Waterloo. El sencillo fue lanzado en varios países europeos, en Norteamérica, en Australia y en Nueva Zelanda. La canción está incluida en el disco Waterloo como la pista número 7.

## La canción
Fue escrita por Benny, Björn y Stig. Fue escrita y grabada el 17 de octubre de 1973, antes que la versión en sueco, en los estudios Metronome de Estocolmo. La canción habla de como dos personas se dicen la una a la otra que se aman y se quieren.
La canción tuvo un éxito moderado, comparado con los sencillos que el grupo sacaría más adelante. En el Reino Unido, la canción fue hecha cover por el grupo "Sweet Dreams", e incluso llegó a competir en las listas de popularidad con ABBA, sin embargo la versión de Sweet Dreams llegó al #10 y el remix de Ring-Ring de ABBA sólo al #32
La canción forma parte actualmente del musical Mamma Mia!, basado en las canciones de ABBA. Comúnmente era interpretada por el grupo en sus tours de 1974 y de 1975.
La versión en sueco de "Honey, Honey" había sido lanzada previamente como lado B de la versión en sueco de Waterloo. Esta versión se encuentra en el álbum 18 Hits como la pista 15.

## King Kong Song
King Kong Song (canción de King Kong), fue el lado B del sencillo. La canción hace referencia a la legendaria película King Kong, habla sobre como un grupo empezó a componer una canción que al público le gustó y nadie la podía dejar de cantar. La canción está incluida en el disco "Waterloo" como la pista número 3.
Fue escrita por Benny y Björn, y grabada el 14 de noviembre de 1973,
 en los estudios Metronome de Estocolmo, llamada primeramente "Mr. Sex". Comúnmente era interpretada por el grupo en sus tours de 1974 y de 1975. Fue lanzada en Suecia y Australia como sencillo, gozando de un éxito moderado.

## Posicionamiento

### "Honey, Honey" Charts
| Lista                                   | Posición |
| --------------------------------------- | -------- |
| Alemania Top 50 Singles Chart           | 2        |
| Portugal Top 10 Singles Chart           | 3        |
| Austria Top 75 Singles Chart            | 4        |
| Suiza Top 100 Singles Chart             | 4        |
| España Los 40 Principales (radio)       | 5        |
| Corea del Sur Top 50 Singles Chart      | 7        |
| Canadá RPM Adult Contemporany Chart     | 8        |
| Dinamarca Top 40 Singles Chart          | 10       |
| Finlandia Top 40 YLE Chart              | 11       |
| Bélgica Humo Singles Chart              | 12       |
| España Singles/Ventas Chart             | 16       |
| Noruega Top 20 VG Singles Chart         | 16       |
| Nueva Zelanda Top 20 Singles Chart      | 16       |
| Holanda Dutch Top 40 Singles Chart      | 16       |
| Holanda Top 30 National Hitparade Chart | 17       |
| Canadá RPM Weekly Singles Chart         | 18       |
| Bélgica Top 30 BRT Singles Chart        | 19       |
| E.U. Billboard Adult Contemporany Chart | 27       |
| Billboard Hot 100                       | 27       |
| Australia Top 50 ARIA Singles Chart     | 30       |
| E.U. Top 100 Cashbox Singles Chart      | 37       |
| UK Singles Chart                        | 117      |

### "King Kong Song" Charts
| Lista                                | Posición |
| ------------------------------------ | -------- |
| Suecia Tio i Topp Singles Chart      | 4        |
| Australia Top 100 ARIA Singles Chart | 94       |

### Listas de Fin de Año
| País     | Posición | Año  |
| -------- | -------- | ---- |
| Alemania | 9        | 1974 |
| Canadá   | 117      | 1974 |